# 니키정
니키정(일본어: 仁木町)은 일본 홋카이도 시리베시 종합진흥국 관내 북부에 있는 정이다. 과수 재배가 활발하다.

## 지리
요이치강 유역과 그 주위의 산지를 관할한다. 요이치강은 정의 남동쪽으로 들어와 북쪽으로 빠진다. 강은 상류에서 아카이가와촌을 흐르고 하류의 하구 부근은 요이치정 중심부이며, 니키정은 요이치강 중류에 펼쳐져 있다. 니키정 내에는 양안에 1, 2킬로미터 폭의 평지가 있고, 가장 하류에 해당하는 정 경계 부근에서는 폭이 4km 정도 된다. 평지는 강 상류의 오에 지구까지는 주로 논으로 이용되고 니키 지구에서는 과수원으로 이용되고 있다. 정의 중심 시가지는 니키 지구의 니키역 앞과 국도 5호선을 따라 펼쳐진다.

### 인접한 자치체
- 시리베시 종합진흥국
  - 요이치군 요이치정, 아카이가와촌
  - 아부타군 굿찬정
  - 이와나이군 교와정
  - 후루비라군 후루비라정

## 역사
- 1880년 - 니키촌이 성립했다.
- 1883년 3월 - 오에촌이 성립했다.
- 1899년 - 오에촌에서 아카이가와촌이 분리되었다.
- 1902년 4월 1일 - 니키촌, 오에촌, 산도촌이 합병해 오에촌이 되었다.
- 1964년 11월 1일 - 오에촌이 개칭과 동시에 정으로 승격해 니키정이 되었다.

## 산업
산이 많기 때문에 경지는 전체 면적의 10.5%(2002년) 밖에 안되지만 주된 산업은 농업이다. 특히 니키 지구에서 과수 재배가 번성하고 사과, 포도, 체리가 생산된다. 야채도 활발히 생산된다. 논은 경지의 절반 정도이지만 농업 산출액 중에서는 13%(2002년)에 머무른다.

## 교통

### 철도
- 홋카이도 여객철도 하코다테 본선

### 도로
- 국도 5호선